# HNL 2024./25.
Hrvatska nogometna liga 2024./25. (službeno: SuperSport Hrvatska nogometna liga) je 34. sezona HNL-a koja je započela 2. kolovoza 2024., a završila 25. svibnja 2025. Deset momčadi odigralo je 36 utakmica četverokružnim sustavom uz stanku na prijelazu godina koja sezonu dijeli na proljetni i jesenski dio.
Branitelj naslova prvaka bio je zagrebački Dinamo.
Prvak Hrvatske u sezoni 2024./25. s 65 bodova bila je HNK Rijeka.

## Medijsko praćenje

### Televizija
Sve utakmice HNL-a u sezoni 2024./25. bilo je moguće pratiti u izravnom televizijskom prijenosu na kanalima MAXSport. Jednu utakmicu po kolu, počevši od desetog kola, prenosio je i HRT na svojem drugom kanalu. Posljednje, 36. kolo bilo je prikazano na kanalima MAXSport 1-5, HRT2 i HDTV.
Komentatori utakmica na kanalima MAXSport bili su Saša Marić, Anđelko Kecman, Ivan Ljubić, Andrija Cmrečnjak, Matko Mihaljević i Mateo Pukšar.
MAXSport televizija osim prijenosa svih utakmica realizirala je i emisiju Studio HNL koja se prvih osam kola emitirala ponedjeljkom, a kasnije uglavnom nedjeljom nakon posljednje utakmice kola. Voditelji emisije bili su Valentina Miletić, Anđelko Kecman i Ivan Ljubić, a stručni analitičari Joško Jeličić i Hrvoje Vejić uz sudačkog eksperta Damira Skominu. HRT je početkom jesenske sheme započeo s emitiranjem svoje emisije Stadion.

### Radio
Hrvatski radio sve utakmice prvenstva prenosio je na svojem drugom radijskom kanalu.

### Internet
Voditeljica MAXSport televizije Valentina Miletić, komentatori utakmica na MAXSport televiziji Ivan Ljubić i Mateo Pukšar te povremeno urednik Hajduk Digital TV-a Ivan Ćurković ili gost novinar Nove TV ponedjeljkom navečer komentirali su najzanimljivije trenutke proteklog prvenstvenog kola, a premijerno emitiranje je u 21 sat na portalu Nove TV Gol.hr, dok je YouTube emitiranje bilo dan kasnije.
Komentator utakmica na MAXSport televiziji Andrija Cmrečnjak, video-analitičar HNK Rijeke, a kasnije Widzew Łódź-a Josip Paušić, Josip Korda i Mihovil Topić komentirali su nekoliko utakmica svakoga kola uživo ponedjeljkom navečer na YouTube kanalu Tribina.

## Momčadi
| Klub                        | Grad          | Stadion                                                            | Kapacitet   | Trener           | Dresovi       |
| --------------------------- | ------------- | ------------------------------------------------------------------ | ----------- | ---------------- | ------------- |
| GNK Dinamo Zagreb           | Zagreb        | Stadion Maksimir                                                   | 24 095      | Sandro Perković  | Castore       |
| HNK Rijeka                  | Rijeka        | Stadion Rujevica                                                   | 8279        | Radomir Đalović  | Joma          |
| HNK Hajduk Split            | Split         | Gradski stadion Poljud                                             | 34 198      | Gennaro Gattuso  | Adidas        |
| NK Osijek                   | Osijek        | Opus Arena                                                         | 13 005      | Simon Rožman     | 2Rule         |
| NK Lokomotiva Zagreb        | Zagreb        | Stadion Kranjčevićeva (do 31. kola) Stadion Maksimir (od 33. kola) | 8850 24 095 | Mario Cvitanović | Macron        |
| NK Varaždin Varaždin        | Varaždin      | Stadion Varteks                                                    | 10 800      | Nikola Šafarić   | Capelli Sport |
| HNK Gorica Velika Gorica    | Velika Gorica | Gradski stadion                                                    | 5200        | Mario Carević    | Alpas         |
| NK Istra 1961               | Pula          | Stadion Aldo Drosina                                               | 8900        | Gonzalo Garcia   | Joma          |
| NK Slaven Belupo Koprivnica | Koprivnica    | Gradski stadion „Ivan Kušek Apaš”                                  | 3134        | Mario Kovačević  | Jako          |
| HNK Šibenik                 | Šibenik       | Stadion Šubićevac                                                  | 6824        | Marko Kartelo    | Capelli Sport |

### Trenerske promjene
| R.br. | Momčad                   | Bivši trener        | Datum odlaska       | Novi trener      | Datum imenovanja    | Plasman    |
| ----- | ------------------------ | ------------------- | ------------------- | ---------------- | ------------------- | ---------- |
| 1.    | HNK Rijeka               | Željko Sopić        | 13. kolovoza 2024.  | Radomir Đalović  | 13. kolovoza 2024.  | 3. mjesto  |
| 2.    | NK Slaven Belupo         | Ivan Radeljić       | 2. rujna 2024.      | Mario Kovačević  | 3. rujna 2024.      | 10. mjesto |
| 3.    | GNK Dinamo Zagreb        | Sergej Jakirović    | 19. rujna 2024.     | Nenad Bjelica    | 26. rujna 2024.     | 3. mjesto  |
| 4.    | HNK Gorica Velika Gorica | Rajko Vidović       | 8. listopada 2024.  | Mario Carević    | 15. listopada 2024. | 8. mjesto  |
| 5.    | HNK Šibenik              | Mario Carević       | 10. listopada 2024. | Marko Kartelo    | 14. listopada 2024. | 5. mjesto  |
| 6.    | NK Istra 1961            | Paolo Tramezzani    | 22. prosinca 2024.  | Gonzalo Garcia   | siječanj 2025.      | 8. mjesto  |
| 7.    | GNK Dinamo Zagreb        | Nenad Bjelica       | 29. prosinca 2024.  | Fabio Cannavaro  | 29. prosinca 2024.  | 3. mjesto  |
| 8.    | NK Osijek                | Federico Coppitelli | 19. ožujka 2025.    | Simon Rožman     | 20. ožujka 2025.    | 6. mjesto  |
| 9.    | GNK Dinamo Zagreb        | Fabio Cannavaro     | 9. travnja 2025.    | Sandro Perković  | 9. travnja 2025.    | 3. mjesto  |
| 10.   | NK Lokomotiva Zagreb     | Damir Ferenčina     | 24. travnja 2025.   | Mario Cvitanović | 24. travnja 2025.   | 7. mjesto  |

## Stadioni
| GNK Dinamo Zagreb                   | HNK Gorica                                                                                                   | HNK Hajduk Split                                                                                             | NK Istra 1961        |
| ----------------------------------- | --- | --- | -------------------- |
| Stadion Maksimir                    | Gradski stadion Velika Gorica                                                                                | Stadion Poljud                                                                                               | Stadion Aldo Drosina |
| Kapacitet: 35 423 (trenutno 24 095) | Kapacitet: 5200                                                                                              | Kapacitet: 34 198                                                                                            | Kapacitet: 8900      |
|                                     | | |                      |
| NK Lokomotiva                       | Dinamo · LokomotivaGoricaHajdukIstra 1961OsijekRijekaSlavenVaraždinŠibenikclass=notpageimage\| HNL 2024./25. | Dinamo · LokomotivaGoricaHajdukIstra 1961OsijekRijekaSlavenVaraždinŠibenikclass=notpageimage\| HNL 2024./25. | NK Osijek            |
| Stadion Kranjčevićeva (do 31. kola) | Dinamo · LokomotivaGoricaHajdukIstra 1961OsijekRijekaSlavenVaraždinŠibenikclass=notpageimage\| HNL 2024./25. | Dinamo · LokomotivaGoricaHajdukIstra 1961OsijekRijekaSlavenVaraždinŠibenikclass=notpageimage\| HNL 2024./25. | Opus Arena           |
| Kapacitet: 8850                     | Dinamo · LokomotivaGoricaHajdukIstra 1961OsijekRijekaSlavenVaraždinŠibenikclass=notpageimage\| HNL 2024./25. | Dinamo · LokomotivaGoricaHajdukIstra 1961OsijekRijekaSlavenVaraždinŠibenikclass=notpageimage\| HNL 2024./25. | Kapacitet: 13 005    |
|                                     | Dinamo · LokomotivaGoricaHajdukIstra 1961OsijekRijekaSlavenVaraždinŠibenikclass=notpageimage\| HNL 2024./25. | Dinamo · LokomotivaGoricaHajdukIstra 1961OsijekRijekaSlavenVaraždinŠibenikclass=notpageimage\| HNL 2024./25. |                      |
| HNK Rijeka                          | HNK Šibenik                                                                                                  | NK Slaven Belupo                                                                                             | NK Varaždin Varaždin |
| Stadion Rujevica                    | Stadion Šubićevac                                                                                            | Stadion Ivan Kušek-Apaš                                                                                      | Stadion Varteks      |
| Kapacitet: 8279                     | Kapacitet: 6824                                                                                              | Kapacitet: 3134                                                                                              | Kapacitet: 10 800    |
|                                     | | |                      |

### Posjećenost stadiona
posljednje ažuriranje: kraj prvenstva
| klub          | domaći stadion                           | domaće utakmice | domaće utakmice | domaće utakmice |
| klub          | domaći stadion                           | ukupno          | prosjek         | % stadiona      |
| ------------- | ---------------------------------------- | --------------- | --------------- | --------------- |
| Dinamo        | Stadion Maksimir                         | 205 754         | 11 431          | 47,44 %         |
| Rijeka        | Stadion Rujevica                         | 96 754          | 5375            | 64,93 %         |
| Hajduk        | Gradski stadion Poljud                   | 396 498         | 22 028          | 64,41 %         |
| Osijek        | Opus Arena                               | 105 109         | 5839            | 44,90 %         |
| Lokomotiva    | Stadion Kranjčevićeva / Stadion Maksimir | 27 324          | 1518            | –               |
| Varaždin      | Stadion Varteks                          | 55 471          | 3082            | 28,53 %         |
| Gorica        | Gradski stadion                          | 36 435          | 2024            | 38,93 %         |
| Istra 1961    | Stadion Aldo Drosina                     | 57 480          | 3193            | 35,88 %         |
| Slaven Belupo | Stadion Ivan Kušek-Apaš                  | 27 513          | 1529            | 48,77 %         |
| Šibenik       | Stadion Šubićevac                        | 27 826          | 1465            | 21,46 %         |

## Ljestvica
| Poz. | Momčad            | U  | P  | N  | I  | G+ | G– | G+/– | Bod. | Nastavak natjecanja ili ispadanje |
| ---- | ----------------- | -- | -- | -- | -- | -- | -- | ---- | ---- | --------------------------------- |
| 1.   | Rijeka (P)        | 36 | 18 | 11 | 7  | 49 | 21 | +28  | 65   | UEFA Liga prvaka                  |
| 2.   | Dinamo Zagreb     | 36 | 19 | 8  | 9  | 69 | 41 | +28  | 65   | UEFA Europska liga                |
| 3.   | Hajduk Split      | 36 | 17 | 12 | 7  | 49 | 34 | +15  | 63   | UEFA Konferencijska liga          |
| 4.   | Varaždin          | 36 | 11 | 16 | 9  | 28 | 24 | +4   | 49   | UEFA Konferencijska liga          |
| 5.   | Slaven Belupo     | 36 | 13 | 9  | 14 | 42 | 45 | −3   | 48   |                                   |
| 6.   | Istra 1961        | 36 | 11 | 15 | 10 | 39 | 42 | −3   | 48   |                                   |
| 7.   | Osijek            | 36 | 11 | 9  | 16 | 46 | 52 | −6   | 42   |                                   |
| 8.   | Lokomotiva Zagreb | 36 | 10 | 9  | 17 | 45 | 54 | −9   | 39   |                                   |
| 9.   | Gorica            | 36 | 9  | 10 | 17 | 29 | 51 | −22  | 37   |                                   |
| 10.  | Šibenik (R)       | 36 | 7  | 9  | 20 | 28 | 60 | −32  | 30   | 3. NL – Jug                       |

1. ↑  Odlukom Disciplinske komisije 5. svibnja 2025. godine, HNK Šibeniku oduzeta 2 boda zbog neplaćenih dugova prema bivšim trenerima.[27] Nakon žalbenog procesa, u COMET-u, HNS-ovom sustavu za upravljanje natjecanjima, utakmicama, registracijama, disciplinskim postupcima, suđenjem i ostalim nogometnim procesima, vraćena su dva boda.[28][25]

## Rezultatska križaljka
posljednje ažuriranje: kraj prvenstva

### Prvi ciklus (1. – 18. kolo)
| domaća / gostujuća | DIN | RIJ | HAJ | OSI | LOK | VAR | GOR | IST | SLA | ŠIB |
| ------------------ | --- | --- | --- | --- | --- | --- | --- | --- | --- | --- |
| Dinamo             | —   | 0:0 | 0:1 | 2:4 | 5:1 | 3:2 | 2:1 | 5:0 | 1:1 | 3:0 |
| Rijeka             | 1:1 | —   | 0:0 | 1:1 | 4:0 | 1:1 | 1:0 | 4:0 | 2:0 | 3:0 |
| Hajduk             | 1:0 | 2:2 | —   | 1:0 | 2:1 | 2:1 | 4:1 | 1:1 | 2:1 | 4:0 |
| Osijek             | 1:2 | 0:2 | 2:2 | —   | 3:0 | 2:1 | 2:0 | 2:2 | 1:0 | 1:2 |
| Lokomotiva         | 3:1 | 2:2 | 0:0 | 0:1 | —   | 0:1 | 2:0 | 1:2 | 0:1 | 0:1 |
| Varaždin           | 0:1 | 0:0 | 1:0 | 0:0 | 1:1 | —   | 2:1 | 4:1 | 2:0 | 2:1 |
| Gorica             | 2:2 | 0:1 | 1:0 | 2:2 | 1:4 | 0:0 | —   | 1:0 | 2:1 | 2:1 |
| Istra 1961         | 2:2 | 0:1 | 1:1 | 2:1 | 0:2 | 0:0 | 2:1 | —   | 2:3 | 3:3 |
| Slaven Belupo      | 4:1 | 0:0 | 0:2 | 3:2 | 2:2 | 1:1 | 2:1 | 0:1 | —   | 2:2 |
| Šibenik            | 0:4 | 0:1 | 1:2 | 1:3 | 0:3 | 0:0 | 1:0 | 0:0 | 2:0 | —   |

### Drugi ciklus (19. – 36. kolo)
| Domaća / Gostujuća | DIN | RIJ | HAJ | OSI | LOK | VAR | GOR | IST | SLA | ŠIB |
| ------------------ | --- | --- | --- | --- | --- | --- | --- | --- | --- | --- |
| Dinamo             | —   | 1:0 | 2:2 | 2:0 | 3:0 | 1:0 | 3:1 | 3:1 | 5:0 | 3:0 |
| Rijeka             | 4:0 | —   | 3:0 | 0:2 | 4:1 | 1:0 | 2:1 | 0:1 | 2:0 | 1:1 |
| Hajduk             | 1:3 | 2:1 | —   | 4:0 | 1:1 | 1:0 | 2:1 | 0:1 | 0:0 | 1:0 |
| Osijek             | 2:1 | 0:2 | 2:0 | —   | 1:1 | 0:0 | 0:1 | 1:1 | 1:2 | 2:2 |
| Lokomotiva         | 1:1 | 0:1 | 3:2 | 3:0 | —   | 1:0 | 1:1 | 0:0 | 0:2 | 1:2 |
| Varaždin           | 1:1 | 1:0 | 1:1 | 2:1 | 2:1 | —   | 0:0 | 0:0 | 0:1 | 1:1 |
| Gorica             | 1:0 | 0:0 | 1:1 | 1:0 | 0:3 | 1:1 | —   | 3:2 | 0:3 | 1:0 |
| Istra 1961         | 3:0 | 2:0 | 1:1 | 2:1 | 3:2 | 0:0 | 0:0 | —   | 1:1 | 3:0 |
| Slaven Belupo      | 0:1 | 2:1 | 0:1 | 1:4 | 2:1 | 0:1 | 4:0 | 0:0 | —   | 2:0 |
| Šibenik            | 0:4 | 0:1 | 0:1 | 4:1 | 1:2 | 0:2 | 0:0 | 1:0 | 1:1 | —   |

## Popis najboljih strijelaca lige u sezoni
posljednje ažuriranje: kraj prvenstva
| Pogotci | Igrač |
| ------- | --- |
| 19      | Marko Livaja (Hajduk) |
| 15      | Sandro Kulenović (Dinamo) |
| 14      | Robert Mudražija (Lokomotiva) |
| 10      | Toni Fruk (Rijeka) |
| 9       | Duje Čop (Rijeka), Arnel Jakupović (Osijek) |
| 8       | Dimitar Mitrovski (Varaždin), Niko Janković (Rijeka) |
| 7       | Ilija Nestorovski (Slaven Belupo), Alen Grgić (Slaven Belupo), Vinko Rozić (Istra 1961), Ivan Santini (Šibenik) |
| 6       | Luka Stojković (Dinamo), Stjepan Lončar (Istra 1961), Marko Pjaca (Dinamo), Marko Soldo (Osijek), Hernâni (Osijek), Silvio Goričan (Lokomotiva)                                                                              |
| 5       | Petar Sučić (Dinamo), Mateo Lisica (Istra 1961), Marko Kolar (Gorica), Salim Fago Lawal (Istra 1961) |
| 4       | Martin Baturina (Dinamo), Marco Pašalić (Rijeka), Michele Šego (Hajduk), Bruno Petković (Dinamo), Naïs Djouahra (Rijeka), Ante Šuto (Slaven Belupo), Nail Omerović (Osijek), Lovre Kulušić (Šibenik), Martin Šlogar (Gorica) |
| ...     | |

## Nagrade

### Mjesečne nagrade SuperSport HNL-a
U procesu glasanja glasovi publike nose 30 %, glasovi panela od 20 članova nose 40 % te glasovi klubova koji sudjeluju u ligi 30 % udjela u izboru.
| mjesec         | Igrač mjeseca                 | Trener mjeseca                  | Gol mjeseca                   | Obrana mjeseca                |
| -------------- | ----------------------------- | ------------------------------- | ----------------------------- | ----------------------------- |
| kolovoz 2024.  | Marko Livaja (Hajduk)         | Sergej Jakirović (Dinamo)       | Stefan Ristovski (Dinamo)     | Božidar Radošević (Gorica)    |
| rujan 2024.    | Marko Livaja (Hajduk)         | Gennaro Gattuso (Hajduk)        | Bruno Durdov (Hajduk)         | Ivan Sušak (Slaven Belupo)    |
| listopad 2024. | Marko Livaja (Hajduk)         | Gennaro Gattuso (Hajduk)        | Jorge Hernani (Osijek)        | Marko Malenica (Osijek)       |
| studeni 2024.  | Michele Šego (Varaždin)       | Mario Kovačević (Slaven Belupo) | Michele Šego (Varaždin)       | Ivan Lućić (Hajduk)           |
| prosinac 2024. | Robert Mudražija (Lokomotiva) | Radomir Đalović (Rijeka)        | Marko Livaja (Hajduk)         | Ivan Lućić (Hajduk)           |
| siječanj 2025. | izbor za siječanj nije održan | izbor za siječanj nije održan   | izbor za siječanj nije održan | izbor za siječanj nije održan |
| veljača 2025.  | Marko Livaja (Hajduk)         | Mario Kovačević (Slaven Belupo) | Marko Livaja (Hajduk)         | Marko Malenica (Osijek)       |
| ožujak 2025.   | Toni Fruk (Rijeka)            | Mario Kovačević (Slaven Belupo) | Ivan Rakitić (Hajduk)         | Ivan Sušak (Slaven Belupo)    |
| travanj 2025.  | Stjepan Lončar (Istra 1961)   | Gonzalo Garcia (Istra 1961)     | Fran Karačić (Lokomotiva)     | Ivan Nevistić (Dinamo)        |
| svibanj 2025.  |                               |                                 |                               |                               |

### Godišnje nagrade SuperSport HNL-a
U procesu glasanja glasovi publike nose 30 %, glasovi panela od 20 članova nose 40 % te glasovi klubova koji sudjeluju u ligi 30 % udjela u izboru.
| nagrada                        | izabrani igrač   | klub          |
| ------------------------------ | ---------------- | ------------- |
| Igrač sezone HNL-a             | Marko Livaja     | Hajduk Split  |
| Mladi igrač sezone HNL-a       | Toni Fruk        | Rijeka        |
| Trener sezone HNL-a            | Radomir Đalović  | Rijeka        |
| Gol sezone HNL-a               | Marko Livaja     | Hajduk Split  |
| Obrana sezone HNL-a            | Marko Malenica   | Osijek        |
| Vratar sezone HNL-a            | Martin Zlomislić | Rijeka        |
| Najbolji igrač HNL-a (Tportal) | Marko Livaja     | Hajduk Split  |
| Momčad sezone HNL-a            | Ivan Sušak       | Slaven Belupo |
| Momčad sezone HNL-a            | Roko Jurišić     | Osijek        |
| Momčad sezone HNL-a            | Stjepan Radeljić | Rijeka        |
| Momčad sezone HNL-a            | Filip Uremović   | Hajduk Split  |
| Momčad sezone HNL-a            | Moris Valinčić   | Istra 1961    |
| Momčad sezone HNL-a            | Mateo Lisica     | Istra 1961    |
| Momčad sezone HNL-a            | Toni Fruk        | Rijeka        |
| Momčad sezone HNL-a            | Alen Grgić       | Slaven Belupo |
| Momčad sezone HNL-a            | Martin Baturina  | Dinamo Zagreb |
| Momčad sezone HNL-a            | Marko Livaja     | Hajduk Split  |
| Momčad sezone HNL-a            | Sandro Kulenović | Dinamo Zagreb |

## Zanimljivosti
posljednje ažuriranje: kraj prvenstva
| najbolja obrana               | Rijeka                                            | 21 primljenih golova   |
| najlošija obrana              | Šibenik                                           | 60 primljenih golova   |
| najbolji napad                | Dinamo                                            | 69 postignuta gola     |
| najlošiji napad               | Varaždin, Šibenik                                 | 28 postignutih golova  |
| najviše pobjeda               | Dinamo                                            | 19 pobjeda             |
| najviše neriješenih utakmica  | Varaždin                                          | 16 neriješene utakmice |
| najveća posjećenost utakmice  | Hajduk-Dinamo 1:0 (1. prosinca 2024. 15:00)       | 33 502 gledatelja      |
| najmanja posjećenost utakmice | Lokomotiva-Varaždin 1:0 (21. veljače 2025. 18:00) | 288 gledatelja         |

## Vanjske poveznice
- hnl.hr
- hns-cff.hr, stranica lige
- uefa.com, stranica lige